# Miami Open 2019
Miami Open 2019 (також відомий як Miami Open 2019 presented by Itaú) - чоловічий і жіночий професійний тенісний турнір, що проходив на відкритих кортах з твердим покриттям.  Це був 35-й за ліком Miami Open. Належав до категорії Masters 1000 в рамках Туру ATP 2019, а також до серії Premier Mandatory в рамках Туру WTA 2019. Того року турнір вперше відбувся на Хард Рок Стедіум у Маямі-Ґарденс, США. Тривав з 18 до 31 березня 2019 року.

## Очки і призові

### Нарахування очок
| Дисципліна                 | П    | Ф   | ПФ  | ЧФ  | 1/8 | 1/16 | 1/32 | 1/64 | Q   | Q2  | Q1  |
| Одиночний розряд, чоловіки | 1000 | 600 | 360 | 180 | 90  | 45   | 25*  | 10   | 16  | 8   | 0   |
| Парний розряд, чоловіки    | 1000 | 600 | 360 | 180 | 90  | 0    | Н/Д  | Н/Д  | Н/Д | Н/Д | Н/Д |
| Одиночний розряд, жінки    | 1000 | 650 | 390 | 215 | 120 | 65   | 35*  | 10   | 30  | 20  | 2   |
| Парний розряд, жінки       | 1000 | 650 | 390 | 215 | 120 | 10   | Н/Д  | Н/Д  | Н/Д | Н/Д | Н/Д |

* Гравчині, що виходять у друге коло без боротьби, отримують очки за перше коло.

### Призові гроші
| Дисципліна                 | П          | F        | ПФ       | ЧФ       | 1/8     | 1/16    | 1/32    | 1/64    | Q2     | Q1     |
| Чоловіки, одиночний розряд | $1,354,010 | $686,000 | $354,000 | $182,000 | $91,205 | $48,775 | $26,430 | $16,425 | $6,790 | $3,395 |
| Жінки, одиночний розряд    | $1,354,010 | $686,000 | $354,000 | $182,000 | $91,205 | $48,775 | $26,430 | $16,425 | $6,790 | $3,395 |
| Чоловіки, парний розряд    | $457,290   | $223,170 | $111,170 | $57,000  | $30,060 | $16,090 | Н/Д     | Н/Д     | Н/Д    | Н/Д    |
| Жінки, парний розряд       | $457,290   | $223,170 | $111,170 | $57,000  | $30,060 | $16,090 | Н/Д     | Н/Д     | Н/Д    | Н/Д    |

## Учасники чоловічих змагань

### Сіяні учасники
Нижче подано список сіяних гравців. Рейтинг і посів визначено на основі рейтингу ATP станом на 18 березня 2019.
| Сіяний | Рейтинг | Гравець               | Очки перед | Очки, що захищає | Очки здобуті | Очки після | Підсумок                                          |
| ------ | ------- | --------------------- | ---------- | ---------------- | ------------ | ---------- | ------------------------------------------------- |
| 1      | 1       | Новак Джокович        | 10,990     | 10               | 90           | 11,070     | 4 коло, його переміг Роберто Баутіста Аґут [22]   |
| 2      | 3       | Александр Зверєв      | 6,630      | 600              | 10           | 6,040      | 2-ге коло, його переміг Давид Феррер [WC]         |
| 3      | 4       | Домінік Тім           | 4,755      | 0                | 10           | 4,765      | 2-ге коло, його переміг Губерт Гуркач             |
| 4      | 5       | Роджер Федерер        | 4,600      | 10               | 1000         | 5,590      | Чемпіон, — Джон Ізнер [7]                         |
| 5      | 6       | Кей Нісікорі          | 4,235      | 45               | 10           | 4,200      | 2-ге коло, його переміг Душан Лайович             |
| 6      | 7       | Кевін Андерсон        | 4,115      | 180              | 180          | 4,115      | чвертьфінал, його переміг Роджер Федерер [4]      |
| 7      | 9       | Джон Ізнер            | 3,485      | 1,000            | 600          | 3,085      | Фіналіст,, його переміг Роджер Федерер [4]        |
| 8      | 10      | Стефанос Ціціпас      | 3,160      | 10               | 90           | 3,240      | 4 коло, його переміг Денис Шаповалов [20]         |
| 9      | 11      | Марин Чилич           | 3,095      | 90               | 10           | 3,015      | 2-ге коло, його переміг Андрій Рубльов [Q]        |
| 10     | 12      | Карен Хачанов         | 2,845      | 45               | 10           | 2,810      | 2-ге коло, його переміг Джордан Томпсон           |
| 11     | 13      | Борна Чорич           | 2,345      | 180              | 180          | 2,345      | чвертьфінал, його переміг Фелікс Оже-Аліассім [Q] |
| 12     | 14      | Мілош Раоніч          | 2,275      | 180              | 45           | 2,140      | 3 коло, його переміг Кайл Едмунд [19]             |
| 13     | 15      | Данило Медведєв       | 2,230      | 25               | 90           | 2,295      | 4 коло, його переміг Роджер Федерер [4]           |
| 14     | 16      | Марко Чеккінато       | 2,021      | (45)†            | 45           | 2,021      | 3 коло, його переміг Давід Ґоффен [18]            |
| 15     | 17      | Фабіо Фоніні          | 1,885      | 45               | 45           | 1,885      | 3 коло, його переміг Роберто Баутіста Аґут [22]   |
| 16     | 18      | Гаель Монфіс          | 1,875      | 0                | 0            | 1,875      | знявся через травму лівого ахілла                 |
| 17     | 19      | Ніколоз Басілашвілі   | 1,865      | 25               | 90           | 1,930      | 4 коло, його переміг Фелікс Оже-Аліассім [Q]      |
| 18     | 20      | Давід Ґоффен          | 1,685      | 10               | 90           | 1,765      | 4 коло, його переміг Френсіс Тіафо [28]           |
| 19     | 22      | Кайл Едмунд           | 1,600      | 10               | 90           | 1,680      | 4 коло, його переміг Джон Ізнер [7]               |
| 20     | 23      | Денис Шаповалов       | 1,550      | 90               | 360          | 1,820      | півфінал vs. Роджер Федерер [4]                   |
| 21     | 24      | Дієго Шварцман        | 1,520      | 45               | 10           | 1,485      | 2-ге коло, його переміг Рейллі Опелка [Q]         |
| 22     | 25      | Роберто Баутіста Аґут | 1,510      | 10               | 180          | 1,680      | чвертьфінал, його переміг Джон Ізнер [7]          |
| 23     | 27      | Жиль Сімон            | 1,340      | 10               | 10           | 1,340      | 2-ге коло, його переміг Жеремі Шарді              |
| 24     | 29      | Григор Димитров       | 1,300      | 45               | 45           | 1,300      | 3 коло, його переміг Джордан Томпсон              |
| 25     | 30      | Люка Пуй              | 1,265      | 0                | 10           | 1,275      | 2-ге коло, його переміг Альберт Рамос Віньйолас   |
| 26     | 32      | Гвідо Пелья           | 1,240      | 10               | 10           | 1,240      | 2-ге коло, його переміг Леонардо Маєр             |
| 27     | 33      | Нік Киріос            | 1,215      | 90               | 90           | 1,215      | 4 коло, його переміг Борна Чорич [11]             |
| 28     | 34      | Френсіс Тіафо         | 1,200      | 90               | 180          | 1,290      | чвертьфінал, його переміг Денис Шаповалов [20]    |
| 29     | 36      | Мартон Фучович        | 1,180      | 10               | 10           | 1,180      | 2-ге коло, його переміг Фелікс Оже-Аліассім [Q]   |
| 30     | 37      | Стен Вавринка         | 1,175      | 0                | 10           | 1,185      | 2-ге коло, його переміг Філіп Країнович           |
| 31     | 38      | Стів Джонсон          | 1,160      | 45               | 10           | 1,125      | 2-ге коло, його переміг Жуан Соуза                |
| 32     | 39      | Джон Міллман          | 1,126      | 41               | 10           | 1,095      | 2-ге коло, його переміг Федеріко Дельбоніс        |

† 2018 року гравець не кваліфікувався на турнір. Тож його очки за потрапляння до 18-ти найкращих відраховано.

### Відмовились від участі
Гравці, які були б посіяні, якби не знялись з турніру. 
| Рейтинг | Гравець                | Очки перед | Очки, що захищає | Очки після | Причина           |
| ------- | ---------------------- | ---------- | ---------------- | ---------- | ----------------- |
| 2       | Рафаель Надаль         | 8,725      | 0                | 8,725      | Right knee injury |
| 8       | Хуан Мартін дель Потро | 3,585      | 360              | 3,225      | Травма коліна     |
| 21      | Пабло Карреньо Буста   | 1,615      | 360              | 1,255      | Травма плеча      |
| 26      | Алекс де Мінор         | 1,493      | 26               | 1,467      | Хвороба           |
| 28      | Рішар Гаске            | 1,340      | 10               | 1,375†     | Травма пахвини    |
| 31      | Ласло Дьєр             | 1,246      | 0                | 1,246‡     |                   |
| 35      | Фернандо Вердаско      | 1,200      | 90               | 1,155†     | Особисті причини  |

† The player is entitled to use an exemption to skip the tournament and substitute his 18th best result (45 points in each case) in its stead.

‡ The player did not qualify for the main draw based on his ranking at the entry cutoff date and only знялись from the alternates list. Accordingly, no points are deducted for the withdrawal.

### Інші учасники
Нижче наведено учасників, які отримали вайлдкард на участь в основній сітці:
- Крістофер Юбенкс
- Давид Феррер
- Miomir Kecmanović
- Nicola Kuhn
- Tseng Chun-hsin

Учасники, що потрапили в основну сітку завдяки захищеному рейтингу:
- Янко Типсаревич

Нижче наведено гравців, які пробились в основну сітку через стадію кваліфікації:
- Раду Албот
- Фелікс Оже-Аліассім
- Олександр Бублик
- Пабло Куевас
- Prajnesh Gunneswaran
- Лукаш Лацко
- Тьяго Монтейро
- Рейллі Опелка
- Андрій Рубльов
- Каспер Рууд
- Lorenzo Sonego
- Мікаель Імер

Такі тенісисти потрапили в основну сітку як Щасливі лузери:
- Dan Evans
- Ллойд Гарріс
- Маккензі Макдоналд

### Відмовились від участі
До початку турніру
- Томаш Бердих → його замінив  Dan Evans
- Пабло Карреньо Буста → його замінив  Ернестс Гульбіс
- Хьон Чун → його замінив  Маккензі Макдоналд
- Алекс де Мінор → його замінив  Jaume Munar
- Хуан Мартін дель Потро → його замінив  Янко Типсаревич
- Рішар Гаске → його замінив  Ілля Івашко
- Філіпп Кольшрайбер → його замінив  Бернард Томіч
- Гаель Монфіс → його замінив  Ллойд Гарріс
- Рафаель Надаль[6]  → його замінив  Ugo Humbert
- Йосіхіто Нісіока → його замінив  Томас Фаббіано
- Андреас Сеппі → його замінив  Пабло Андухар
- Фернандо Вердаско → його замінив  Бредлі Клан

Під час турніру
- Дамір Джумгур
- Maximilian Marterer

### Знялись
- Меттью Ебден
- Nicola Kuhn

## Учасники основної сітки в парному розряді

### Сіяні пари
| Країна          | Гравець               | Країна        | Гравець       | Рейтинг1 | Сіяний |
| --------------- | --------------------- | ------------- | ------------- | -------- | ------ |
| Польща          | Лукаш Кубот           | Бразилія      | Марсело Мело  | 12       | 1      |
| Велика Британія | Джеймі Маррей         | Бразилія      | Бруно Соарес  | 17       | 2      |
| США             | Боб Браян             | США           | Майк Браян    | 19       | 3      |
| Колумбія        | Хуан Себастьян Кабаль | Колумбія      | Роберт Фара   | 20       | 4      |
| Австрія         | Олівер Марах          | Хорватія      | Мате Павич    | 25       | 5      |
| ПАР             | Равен Класен          | Нова Зеландія | Майкл Венус   | 28       | 6      |
| Іспанія         | Марсель Гранольєрс    | Хорватія      | Нікола Мектич | 31       | 7      |
| Фінляндія       | Генрі Контінен        | Австралія     | Джон Пірс     | 33       | 8      |

- 1 Рейтинг подано станом на 18 березня 2019.

### Інші учасники
Нижче наведено пари, які отримали вайлдкард на участь в основній сітці:
- Марсело Демолінер /  Miomir Kecmanović
- Тейлор Фріц /  Нік Киріос
- Маккензі Макдоналд /  Рейллі Опелка

## Учасниці

### Сіяні пари
Нижче подано список сіяних гравчинь. Посів визначено на основі рейтингу WTA станом на 4 березня 2019. Рейтинг і очки перед наведено на 18 березня 2019.
| Сіяна | Рейтинг | Гравчиня               | Очки перед | Очки, що захищає | Очки здобуті | Очки після | Підсумок                                       |
| ----- | ------- | ---------------------- | ---------- | ---------------- | ------------ | ---------- | ---------------------------------------------- |
| 1     | 1       | Наомі Осака            | 5,991      | 35               | 65           | 6,021      | 3 коло, її перемогла Сє Шувей [27]             |
| 2     | 3       | Сімона Халеп           | 5,457      | 65               | 390          | 5,782      | півфінал, її перемогла Кароліна Плішкова [5]   |
| 3     | 2       | Петра Квітова          | 5,550      | 120              | 215          | 5,645      | чвертьфінал, її перемогла Ешлі Барті [12]      |
| 4     | 6       | Слоун Стівенс          | 5,222      | 1,000            | 65           | 4,287      | 3 коло, її перемогла Татьяна Марія             |
| 5     | 7       | Кароліна Плішкова      | 5,145      | 215              | 650          | 5,580      | Runner-up,, її перемогла Ешлі Барті [12]       |
| 6     | 5       | Еліна Світоліна        | 5,225      | 215              | 10           | 5,020      | 2-ге коло, її перемогла Ван Яфань              |
| 7     | 8       | Кікі Бертенс           | 4,995      | 65               | 120          | 5,050      | 4 коло, її перемогла Ешлі Барті [12]           |
| 8     | 4       | Анджелік Кербер        | 5,315      | 215              | 65           | 5,165      | 3 коло, її перемогла Б'янка Андрееску          |
| 9     | 9       | Арина Соболенко        | 3,620      | 35               | 10           | 3,595      | 2-ге коло, її перемогла Айла Томлянович        |
| 10    | 10      | Серена Вільямс         | 3,406      | 10               | 65           | 3,461      | 3 коло знялись due to knee injury              |
| 11    | 12      | Анастасія Севастова    | 3,270      | 65               | 65           | 3,270      | 3 коло, її перемогла Юлія Путінцева            |
| 12    | 11      | Ешлі Барті             | 3,395      | 120              | 1000         | 4,275      | Champion, — Кароліна Плішкова [5]              |
| 13    | 13      | Каролін Возняцкі       | 3,007      | 10               | 120          | 3,117      | 4 коло, її перемогла Сє Шувей [27]             |
| 14    | 22      | Дарія Касаткіна        | 2,345      | 10               | 65           | 2,400      | 3 коло, її перемогла Вінус Вільямс             |
| 15    | 15      | Юлія Гергес            | 2,780      | 10               | 65           | 2,835      | 3 коло, її перемогла Каролін Гарсія [19]       |
| 16    | 14      | Елісе Мертенс          | 2,800      | 65               | 65           | 2,800      | 3 коло, її перемогла Маркета Вондроушова       |
| 17    | 16      | Медісон Кіз            | 2,726      | 10               | 10           | 2,726      | 2-ге коло, її перемогла Саманта Стосур         |
| 18    | 18      | Ван Цян                | 2,607      | 10               | 215          | 2,812      | чвертьфінал, її перемогла Сімона Халеп [2]     |
| 19    | 21      | Каролін Гарсія         | 2,350      | 10               | 120          | 2,460      | 4 коло, її перемогла Петра Квітова [3]         |
| 20    | 17      | Гарбінє Мугуруса       | 2,635      | 120              | 10           | 2,525      | 2-ге коло, її перемогла Моніка Нікулеску [Q]   |
| 21    | 19      | Анетт Контавейт        | 2,465      | 10               | 390          | 2,845      | півфінал, її перемогла Ешлі Барті [12]         |
| 22    | 23      | Олена Остапенко        | 2,251      | 650              | 10           | 1,611      | 2-ге коло, її перемогла Маркета Вондроушова    |
| 23    | 20      | Белінда Бенчич         | 2,420      | 0                | 10           | 2,430      | 2-ге коло, її перемогла Юлія Путінцева         |
| 24    | 29      | Карла Суарес Наварро   | 1,718      | 10               | 10           | 1,718      | 2-ге коло, її перемогла Вінус Вільямс          |
| 25    | 26      | Деніелл Коллінз        | 1,851      | 420              | 65           | 1,496      | 3 коло, її перемогла Ван Яфань                 |
| 26    | 25      | Донна Векич            | 1,875      | 65               | 65           | 1,875      | 3 коло, її перемогла Петра Квітова [3]         |
| 27    | 27      | Сє Шувей               | 1,810      | 65               | 215          | 1,960      | чвертьфінал, її перемогла Анетт Контавейт [21] |
| 28    | 28      | Леся Цуренко           | 1,806      | 10               | 0            | 1,796      | знялись через травму правої руки               |
| 29    | 31      | Каміла Джорджі         | 1,705      | 10               | 10           | 1,705      | 2-ге коло, її перемогла Татьяна Марія          |
| 30    | 32      | Міхаела Бузернеску     | 1,650      | 10               | 10           | 1,650      | 2-ге коло, її перемогла Алізе Корне            |
| 31    | 33      | Анастасія Павлюченкова | 1,565      | 65               | 10           | 1,510      | 2-ге коло, її перемогла Вікторія Кужмова       |
| 32    | 34      | Софія Кенін            | 1,534      | 95               | 10           | 1,449      | 2-ге коло, її перемогла Б'янка Андрееску       |

### Відмовились від участі
Гравчині, які були б посіяні, якби не знялись з турніру. 
| Рейтинг | Гравчиня       | Очки перед | Очки, що захищає | Очки після | Причина            |
| ------- | -------------- | ---------- | ---------------- | ---------- | ------------------ |
| 30      | Марія Шарапова | 1,706      | 0                | 1,706      | Right травма плеча |

### Інші учасниці
Нижче наведено учасниць, які отримали вайлдкард на участь в основній сітці:
- Ольга Данилович
- Корі Гофф
- Кейті Макнеллі
- Марі Осака
- Вітні Озугве
- Наталія Віхлянцева
- Wang Xinyu
- Ван Сю

Учасниці, що потрапили в основну сітку завдяки захищеному рейтингу:
- Анна-Лена Фрідзам

Нижче наведено гравчинь, які пробились в основну сітку через стадію кваліфікації:
- Місакі Дой
- Вікторія Голубич
- Нао Хібіно
- Даліла Якупович
- Кая Канепі
- Кароліна Мухова
- Моніка Нікулеску
- Джессіка Пегула
- Лаура Зігемунд
- Тейлор Таунсенд
- Сачія Вікері
- Яніна Вікмаєр

Такі тенісистки потрапили в основну сітку як Щасливі лузери:
- Полона Герцог
- Крістина Плішкова

### Відмовились від участі
До початку турніру
- Катерина Макарова → її замінила  Сара Соррібес Тормо
- Марія Шарапова (травма правого плеча) → її замінила  Маргарита Гаспарян[7]
- Леся Цуренко → її замінила  Полона Герцог
- Алісон ван Ейтванк → її замінила  Крістина Плішкова

Під час турніру
- Серена Вільямс (травма лівого коліна)

### Знялись
- Б'янка Андрееску (травма правого плеча)

## Учасниці в парному розряді

### Сіяні
| Країна            | Гравчиня           | Країна            | Гравчиня                   | Рейтинг1 | Сіяна |
| ----------------- | ------------------ | ----------------- | -------------------------- | -------- | ----- |
| Чехія             | Барбора Крейчикова | Чехія             | Катерина Сінякова          | 3        | 1     |
| Угорщина          | Тімеа Бабош        | Франція           | Крістіна Младенович        | 8        | 2     |
| Китайський Тайбей | Сє Шувей           | Чехія             | Барбора Стрицова           | 20       | 3     |
| США               | Ніколь Мелічар     | Чехія             | Квета Пешке                | 22       | 4     |
| Канада            | Габріела Дабровскі | КНР               | Сюй Їфань                  | 30       | 5     |
| Австралія         | Саманта Стосур     | КНР               | Ч Шуай                     | 35       | 6     |
| Словенія          | Андрея Клепач      | Іспанія           | Марія Хосе Мартінес Санчес | 38       | 7     |
| Китайський Тайбей | Чжань Хаоцін       | Китайський Тайбей | Латіша Чжань               | 39       | 8     |

- 1 Рейтинг подано станом на 4 березня 2019.

### Інші учасниці
Нижче наведено пари, які отримали вайлдкард на участь в основній сітці:
- Аманда Анісімова /  Алісон Ріск
- Вікторія Азаренко /  Ешлі Барті
- Лорен Девіс /  Крістіна Макгейл

## Переможці та фіналісти

### Одиночний розряд, чоловіки
- Роджер Федерер —  Джон Ізнер, 6-1, 6-4

### Одиночний розряд, жінки
- Ешлі Барті —  Кароліна Плішкова, 7–6(7–1), 6–3

### Парний розряд, чоловіки
- Боб Браян /  Майк Браян —  Веслі Колгоф /  Стефанос Ціціпас, 7–5, 7–6(10–8)

### Парний розряд, жінки
- Елісе Мертенс /  Арина Соболенко —  Саманта Стосур /  Ч Шуай, 7–6(7–5), 6–2